# Día de La Rioja
El Día de La Rioja es la jornada festiva de la comunidad autónoma española de La Rioja (España). Se celebra el día 9 de junio, en conmemoración de la firma por parte del Rey Juan Carlos I del Estatuto de Autonomía de La Rioja en esa fecha del año 1982 y mediante la cual se constituía como comunidad autónoma uniprovincial.
El día anterior a este evento, el 8  de junio, se celebra el pregón del Día de La Rioja en la localidad de Santa Coloma, en conmemoración de la celebración en el año 1812 de la Convención de Santa Coloma o Junta General de La Rioja, que constituye uno de los primeros hitos en la reivindicación identitaria riojana.  El resto de actos transcurren en el monasterio de Yuso en San Millán de la Cogolla,  en los que interviene el presidente de La Rioja y se entrega la medalla de La Rioja. Es un día cargado de simbolismo y de exaltación de los valores que unen al pueblo riojano.
El primer día de La Rioja fue celebrado un 8 de octubre de 1978 en Nájera, como un acto de reivindicación de la identidad riojana y de autonomía política para la misma.